# Descarrilamento de Anekal
O descarrilamento de Anekal ocorreu às 7h35 de 13 de fevereiro de 2015, quando nove vagões do Intercity Express, ligado a Ernakulam, descarrilaram perto de Anekal, no distrito urbano de Bangalore, em Karnataka, na Índia. Dez pessoas foram mortas e mais de cento e cinquenta feridas.

## Acidente
Às 7:35, horário local, nove truques do Express Intercity Bangalore-Ernakulam (Trem nº 12677), operado pela Indian Railways, descarrilavam perto de Anekal na área de Bidaragere, perto de Mulagondapalli e Chandrapuram. O acidente ocorreu em uma faixa estreita de pista.Os passageiros relataram que, dentro de 3 a 5 segundos, sentiram o carro tremer repentinamente e, em seguida, o trem parou com um estrondo. O compartimento D9 colidiu com o D8 e seu bogie esmagou as 4 primeiras filas de assentos do compartimento D8. Muitos dos passageiros do D8 ficaram presos e alguns foram mortos.

### Resgate
A polícia e os bombeiros de Karnataka receberam dezenas de telefonemas de testemunhas oculares, quase imediatamente após o descarrilamento. O Corpo de Bombeiros de Karnataka e as equipes de resgate voluntário chegaram ao local minutos depois e começaram a remover os sobreviventes dos vagões.

### Investigação
Um relatório da imprensa sobre o próximo relatório preliminar indicava que o acidente foi causado pelos engenheiros ferroviários (supervisores da via) que permitiram que o limite de velocidade fosse levantado prematuramente em uma área onde ocorreu um trilho quebrado anterior. O relatório também diz que não havia pedras na pista causando o acidente.
Um relatório preliminar foi emitido em 17 de março de 2015 pelo Comissário de Segurança Ferroviária, declarando que a causa era um trilho quebrado. Um funcionário da pista passou pelo local do acidente meia hora antes do acidente e não viu defeitos óbvios nem pedras. A ferrovia relatou danos financeiros pelo acidente de ₹ 1,11 crore.
O relatório final também afirma que o trem estava operando a menos de 80 quilômetros por hora (50 mph), abaixo do limite de velocidade de 100 quilômetros por hora (62 mph). O relatório também indica o número de mortos como 9, com uma contagem de lesões de apenas 42.